# Ritratto di guerriero con scudiero
Il Ritratto di guerriero con scudiero è un dipinto a olio su tela (90x73 cm) attribuito a Giorgione o a un artista imprecisato di scuola veneta, databile al 1502-1510 circa e custodito nella Galleria degli Uffizi a Firenze.

## Storia
L'opera arrivò a Firenze nel 1821, per uno scambio con la Galleria Imperiale di Vienna, oggi Kunsthistorisches Museum. Anteriormente è registrata negli inventari del Castello di Praga del 1718 con attribuzione a scuola di Tiziano.
Come la maggior parte delle opere riferibili a Giorgione, la critica non è concorde sull'attribuzione né sulla datazione, che oscilla tra il 1500 e il 1510, anno della morte del pittore.
Quando arrivò a Firenze era già ascritta a Giorgione. L'attribuzione, confermata nell'inventario del 1825, venne però poi messa in discussione, così come l'identificazione, priva di alcun avallo scientifico, col Gattamelata. Roberto Longhi (1946) riprese la tradizionale assegnazione a Giorgione, confermata con riserve da Salvini (1954) e smentita da Zampetti (1968), che parlò di una copia da un originale giorgionesco perduto. Altri hanno fatto i nomi di collaboratori e seguaci di Giorgione quali il Cavazzola, Francesco Morone o Giovan Francesco Caroto. Per il colorito metallico è stato fatto anche il nome del Romanino.
La datazione al 1502-1505 circa metterebbe la tela in relazione con la possibile presenza di Giorgione alla corte di Caterina Cornaro, regina spodestata di Cipro, che aveva raccolto attorno a sé ad Asolo un esclusivo circolo di intellettuali e artisti. L'intonazione malinconica dell'opera ha, infatti, fatto pensare ad un legame con le discussioni sull'amore degli Asolani di Pietro Bembo, pubblicato nel 1505, ma oggetto di una lavorazione più lunga.
Dell'opera esiste una copia a Roma, in collezione Gattamelata, e una del XIX secolo nel Palazzo Comunale di Narni.
L'opera è stata restaurata nel 1990 e in tale occasione è tornata alla ribalta un'attribuzione alla fase tarda di Giorgione. Oggi appare meno probabile che mai l'ipotesi che si tratti di una copia da un originale perduto.

## Descrizione e stile

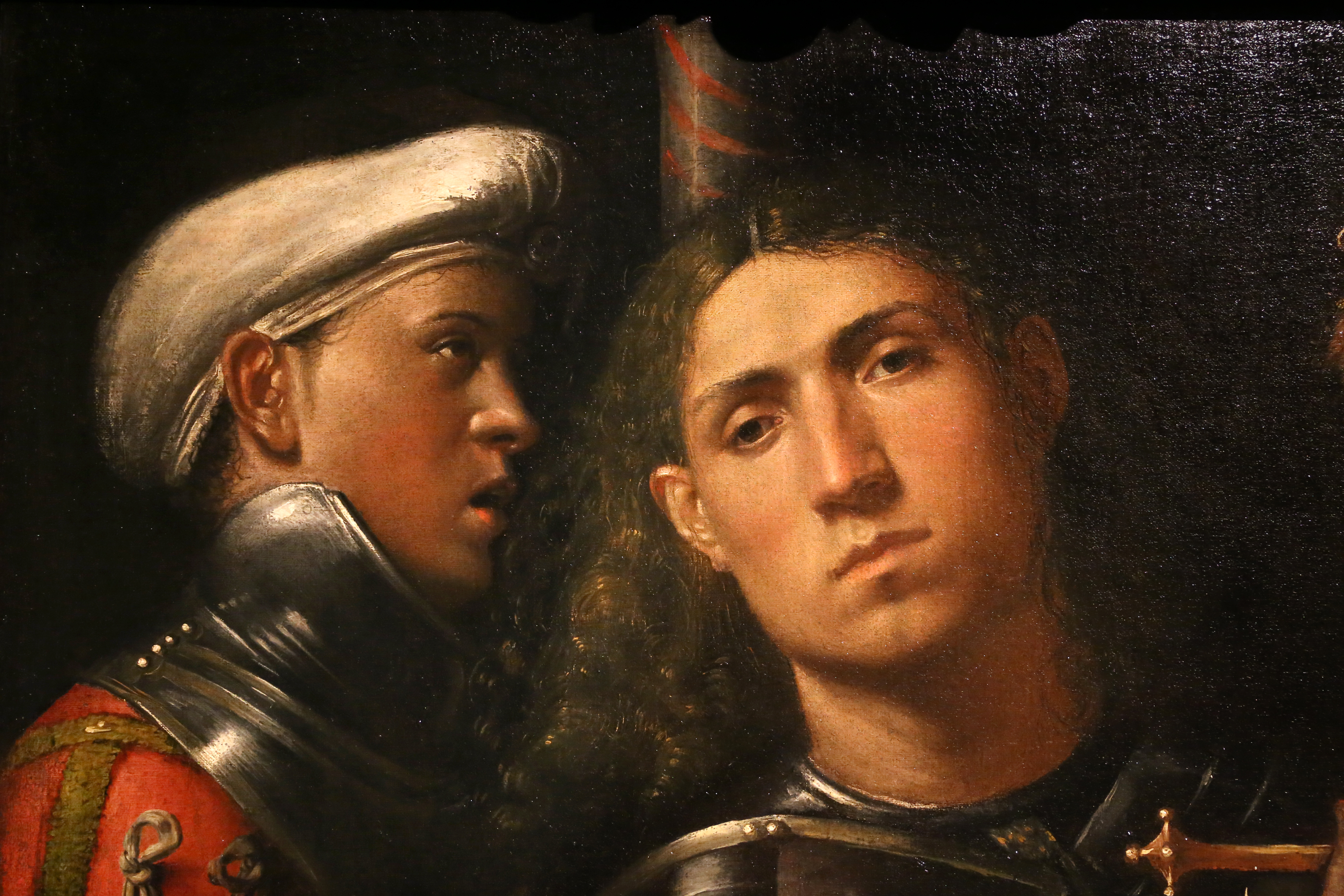
Dettaglio coi volti dei due personaggi

Il ritratto è composto come una piccola scena di genere, anticipando un gusto prettamente secentesco. Il guerriero è visto frontalmente; indossa una armatura brunita e regge una spada a due mani in posizione verticale, appoggiato a un parapetto – tipico elemento dei ritratti a mezza figura – dove si trovano una scintillante celata con visiera a mantice, una mazza ferrata e gli speroni da cavaliere. Appena dietro di lui, di profilo, vi è il paggio-scudiero che regge la lancia, abbigliato con una sgargiante veste rossa, una gorgiera d'armatura e un berretto bianco, sotto il quale spunta una folta capigliatura. Il giovinetto, come si può facilmente notare, si sta rivolgendo al suo signore per comunicargli qualcosa a voce; questi gli presta attenzione ma senza fissarlo, guardando invece in direzione dello spettatore con un'espressione malinconicamente accigliata. 
Se l'identificazione tradizionale del guerriero col Gattamelata (morto nel 1443) appare ormai tramontata, è stato in alternativa fatto come nome possibile quello di Bartolomeo d'Alviano, capo delle truppe veneziane nella vittoria contro l'imperatore Massimiliano I in Cadore nel 1508.